# Leonardo III. Tocco

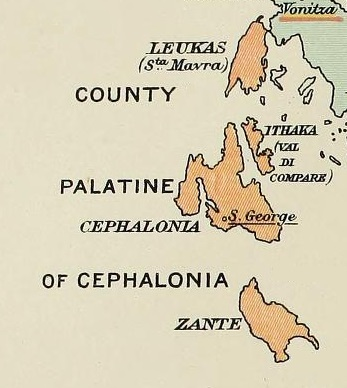
Pfalzgrafschaft Kefalonia und Zakynthos

Leonardo III. Tocco († vor August 1503 in Rom) aus der italienischen Familie Tocco war von 1448 bis 1479 letzter Despot von Romania, Herzog von Lefkada, Herr von Angelocastro (seit 2011 ein Ortsteil von Agrinio), Vonitsa und Varnazza, verliert das erste und letzte (Lefkada und Varnazza) im Jahr 1460 und das zweite (Vonitsa) im Jahr 1479, Pfalzgraf von Kefalonia und Despot von Arta.

## Leben

### Kindheit und Jugend
Leonardo III. Tocco wurde als ältester von drei Söhnen des Carlo II. Tocco und der Raimondina di Ventimiglia geboren. Seine jüngeren Brüder waren Antonio Tocco und Giovanni Tocco.
Als sein Vater am 30. September 1448 starb, war Leonardo III. noch zu jung um allein zu regieren, sein Vater hatte deshalb vor seinem Tod einen Regentschaftsrat, bestehend aus vier Gouverneuren, zusammengestellt, welcher im Namen Leonardos die Regierungsgeschäfte ausübte. Dieser Regentschaftsrat akzeptierte sofort nach dem Tod des Vaters die Suzeränität (Oberherrschaft) der Republik Venedig, um so einer osmanischen Eroberung zu entgehen.
Das Reich Leonardos III. befand sich nämlich in einer bedrohlichen Situation: Während Leonardos Großonkel Carlo I. Tocco noch als mächtiger Fürst geherrscht hatte, wurde Leonardos Vater Carlo II. in einen Erbfolgekrieg mit Memnon Tocco verwickelt. Dieser illegitime Nachkomme der Familie rief die Osmanen zu Hilfe und eroberte mit ihrer Unterstützung große Teile des Despotats Epirus.

### Leonardo III. als Herrscher
Die Osmanen nutzten nun den Tod des Vaters Carlo II. als Gelegenheit, erneut in Epirus einzufallen. Am 24. März 1449 eroberten sie ohne große Gegenwehr Arta und alle anderen Gebiete der Tocci auf dem griechischen Festland außer den Festungen Vonitsa, Varnazza und Angelokastro (verliert das erste und letzte im Jahr 1460 und das zweite im Jahr 1479).
Leonardo III. Tocco floh auf die ionischen Inseln und richtete seine Residenz in Santa Maura ein. Obwohl er das Despotat Epirus und Arta verloren hatte, bezeichnete er sich weiterhin als „Despot von Arta“. Er wurde als Unterhändler der Venezianer tätig.
Während des Ersten Osmanisch–Venezianischen Krieges (1463–1479) flohen viele Flüchtlinge in die Pfalzgrafschaft Kefalonia.
Mit der zweiten Verheiratung Leonardos im Jahr 1477 mit der Familie Marzano, einer der ältesten Adelsfamilien in Italien, Besitzer eines Großteils von Terra di Lavoro, näherte er sich dem Königreich Neapel an, welches aber mit der Republik Venedig verfeindet war. Die Venezianer stoppten daraufhin jegliche Unterstützung und schlossen 1479 seine Ländereien ausdrücklich nicht in den Friedensvertrag von Konstantinopel mit den Osmanen ein, was ihn seine Ländereien kostete.
Leonardo war vertraglich verpflichtet, dem Sultan nicht nur einen jährlichen Tribut von 4000 Dukaten zu zahlen, sondern musste jedes Mal, wenn ein osmanischer Sanjak-Bey oder Provinzgouverneur nach Ioannina oder Arta kam, diesem ein Geschenk von 500 Dukaten machen. Alles änderte sich, als eine dieser Persönlichkeiten, die noch nicht 16 Jahre alt war und aus dem höheren Rang des Paschas degradiert worden war, kam und von Leonardo, der zufällig sein eigener Verwandter war, mit wenig Rücksicht behandelt wurde und statt Geld Früchte geschenkt bekam. Der junge Gouverneur fühlte sich in seinem Stolz verletzt und beschwerte sich in Konstantinopel, dass Leonardo während des Ersten Osmanisch–Venezianischen Krieges auf Zakynthos der venezianischen leichten Kavallerie Unterschlupf geboten hatte und dass er dafür nicht im Friedensvertrag von Konstantinopel einbezogen worden war.

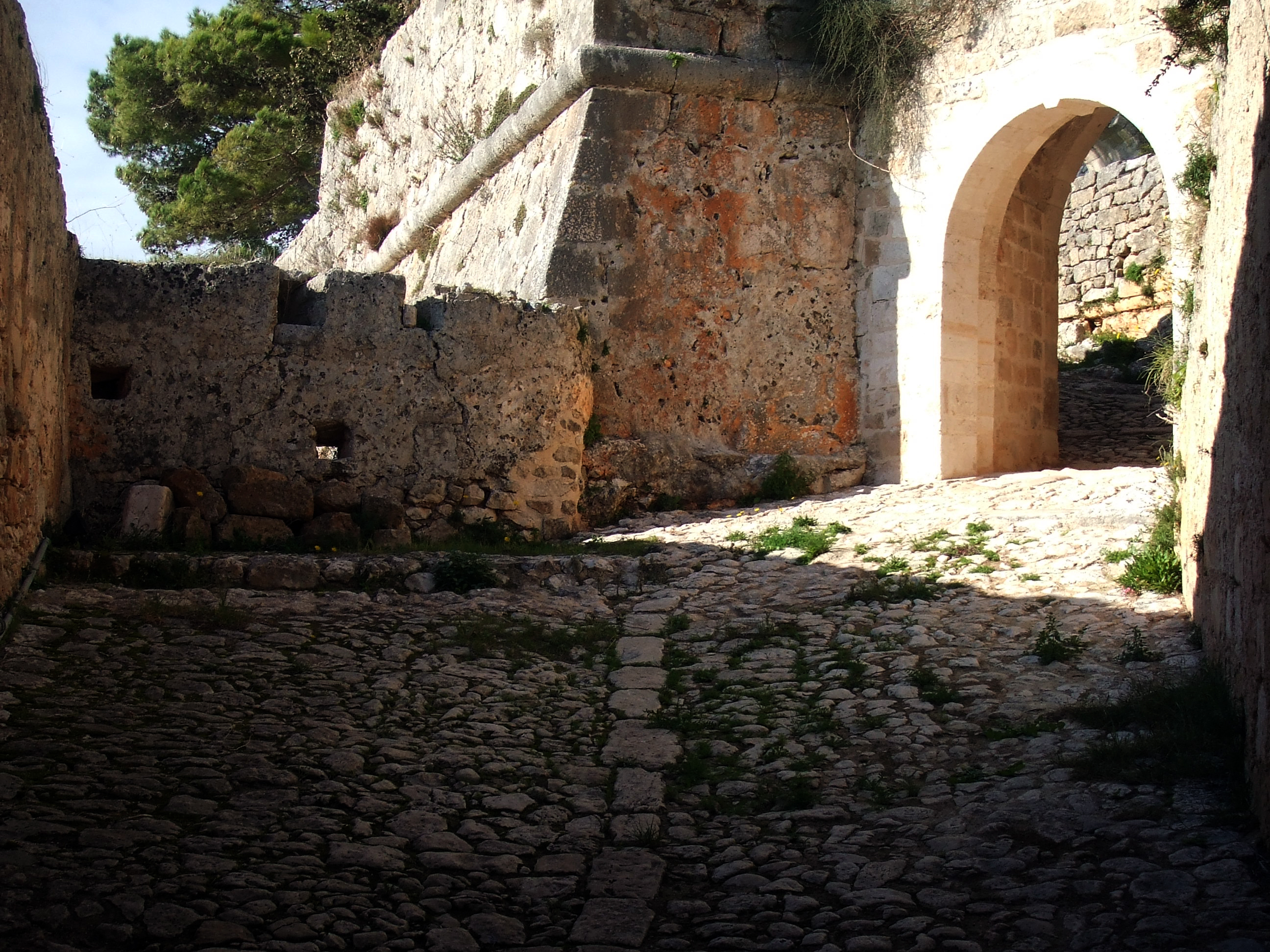
Die Burg Agios Georgios auf Kefalonia

Diese Gelegenheit nutzte Sultan Mehmed II. 1479 aus, um seine Eroberungen durch die Annexion von Leonardos Ländereien zu planen, die als Basis für seinen beabsichtigten Angriff auf Italien dienen sollten. So befahl er Gedik Ahmed Pascha, Sanjak-Bey vom Sandschak Vlora, Leonardo mit 29 Schiffen anzugreifen. Leonardo wartete allerdings nicht auf die osmanische Invasion. Er wusste, dass die Venezianer nicht helfen würden, die Neapolitaner nicht konnten und dass seine eigenen Untertanen ihn verabscheuten. Lange bevor der Pascha erschien, sammelte Leonardo all seine tragbaren Wertgegenstände, heuerte ein venezianisches Handelsschiff an und floh von der Insel Lefkada auf das Fort St. Georg auf Kefalonia. Da er aber der Garnison nicht traute und die Osmanen, die näher kamen, sein „Schatzschiff“ erblickten, stieg er an Bord eines anderen venezianischen Schiffes, das mit seiner Frau, seinem Sohn Carlo und seinen zwei Brüdern Antonio und Giovanni nach Tarent im Hafen lag, von wo aus er sich nach Neapel begeben wollte.

### Im Exil
In Neapel wurde Leonardo III. mit seiner Familie freundlich von Ferdinand I., König von Neapel, empfangen, der ihm eine Leibrente von 500 Florinen und die Ländereien von Calimera in Apulien und Briatico in Kalabrien verlieh. 1480 begab er sich mit seinem Sohn und seinen Brüdern nach Rom, um eine Rente von Papst Sixtus IV. zu erbitten, der ihm 1000 Goldmünzen gab und ihm eine Jahresrente von 2000 Goldmünzen versprach. Leonardo wurde Herr von San Mauro und ab 1480 Baron von Montesarchio. Nach einem kurzen Aufenthalt in Rom kehrte er nach Neapel zurück und plante die Rückeroberung seiner Herrschaften.
1481 riefen Leonardo und eine neapolitanische Flotte den osmanischen Militäroffizier von Kefalonia und Zante vergeblich zur Kapitulation auf. Ungefähr zur selben Zeit konnten Leonardos Bruder Antonio und eine Gruppe von katalanischen Söldnern die beiden Inseln zurückerobern, da die Garnison von Kefalonia schwach war und die von Zakynthos geflohen war. Aber Antonios Erfolg erregte die Eifersucht Venedigs, das nicht gewillt war, die Inseln im Besitz des Königs von Neapel oder seiner Vasallen zu sehen. Der Gouverneur von Methoni verdrängte Antonio und seine Katalanen 1482 von Zakynthos, konnte Kephalonia aber bis zum folgenden Jahr halten, als ihn seine Soldaten – die zu den Venezianern übergelaufen waren –, verrieten und in der Festung von Kefalonia ermordeten. Die Tocchi unternahmen keine weiteren Anstrengungen, ihre Inseldomäne wiederzugewinnen, denn die Könige von Neapel wurden jetzt von Frankreich bedroht und hatten nicht die Absicht, den Sultan zu einem zweiten Angriff auf Otranto zu reizen. Die Ionischen Inseln waren daraufhin einige Zeit zwischen Venezianern und Osmanen umstritten, bis sie um 1500 venezianische Kolonien wurden. Epirus wurde endgültig osmanisch.
Leonardo, der als neapolitanischer Botschafter in Spanien war, wo er mit königlichen Ehren empfangen wurde, erhielt im Jahr 1495 vom französischen Karl VIII. aus dem Haus Valois, die apulische Stadt Monopoli, als dieser von Papst Innozenz VIII. aufgerufen wurde, in Neapel einzumarschieren.
Carlos Nachkommen erhoben den Anspruch, als Prinzen von Geblüt behandelt zu werden, da sie sowohl die byzantinische als auch die serbische Dynastie repräsentierten. Sie nannten sich selbst Despoten von Arta, bis sie im 17. Jahrhundert diesen Titel durch den des Fürsten von Achaia ersetzten, vielleicht aus dem Grund, dass Thomas Palaiologos – deren Vertreter sie durch die weibliche Linie waren –, Caterina, die Tochter des letzten Fürsten von Achaia, Centurione II. Zaccaria, war.

## Familie
Leonardo heiratete am 1. Mai 1463 in Dubrovnik Milicia Branković († 1464), Tochter von Lazar II. Brankovic und Helena Palaiologina, Tochter von Thomas Palaiologos mit dem er einen Sohn hatte:
- Carlo III. Tocco (* 1464; † Ende 1518 Haus in Via S. Marco in Rom),[6] Despot von Arta und Titular-Graf von Zakynthos, erhielt, nachdem er in den Armeen Kaiser Maximilians I. gekämpft hatte, sowohl neapolitanische als auch päpstliche Renten;[6] verheiratet mit Andronica Arianiti Comneno (venezianische Patrizierin), Tochter von Costantino Arianiti Comneno, Titular-Despot von Mazedonien und Thessalien usw. und Francesca Palaiologos, natürliche und legitime Tochter von Theodor II. Palaiologos[10]

Leonardo heiratete 1477 Francesca Marzano d’Aragona († nach 1493), Tochter von Giovanni Francesco Marzano (1. Fürst von Rossano, 3. Herzog von Sessa, 1. Herzog von Squillace) und Eleonora d’Aragona, Nichte von König Ferdinand I. mit der er fünf Kinder hatte:
- Ramondina (Remusia) ⚭ heiratete am 1. März 1492 in Neapel Antonio Maria Pico der Herren von Mirandola;[12]
- Eleonora, Nonne;
- Pietro di Tocco
- Ippolita († nach 1507)

Kind mit einer unbekannten Mätresse:
- Ferrante Tocco († Dezember 1535, beerdigt am 23. Dezember 1535 in der Basilika San Francisco von Madrid), illegitimer Sohn, erhielt von Kaiser Maximilian I. 1515 die Herrschaft über Refrancore; Kapitän der spanischen Armee; ab 1506 spanischer Diplomat am Hofe Heinrichs VII. von England in der Angelegenheit des Herzogs von Suffolk; versuchte, den Frieden zwischen François I. und dem Kaiser Karl V. im Jahre 1535 zu halten;[6] starb nach der Rückkehr seiner Mission in England;[1]